# Lamellocolea granditexta
Lamellocolea granditexta là một loài rêu tản trong họ Geocalycaceae. Loài này được (Stephani) J.J. Engel miêu tả khoa học lần đầu tiên năm 1991.